# Катастрофа MD-11 в Гонконге
Катастрофа MD-11 в Гонконге — авиационная катастрофа, произошедшая вечером в воскресенье 22 августа 1999 года. Авиалайнер McDonnell Douglas MD-11 авиакомпании Mandarin Airlines выполнял плановый рейс MDA642 для авиакомпании China Airlines по маршруту Бангкок—Гонконг—Тайбэй, но при посадке в Гонконге во время тайфуна жёстко сел на ВПП, опрокинулся и частично разрушился. Из находившихся на его борту 315 человек (300 пассажиров и 15 членов экипажа) погибли 3, ещё 208 получили ранения.

## Самолёт
McDonnell Douglas MD-11 (регистрационный номер B-150, заводской 48468, серийный 518) был выпущен 30 октября 1992 года. 7 ноября того же года был передан авиакомпании China Airlines. 17 июля 1993 года был взят в лизинг авиакомпанией Mandarin Airlines (дочерняя авиакомпания China Airlines). 3 марта 1999 года был возвращён из лизинга в China Airlines, но при этом по-прежнему принадлежал Mandarin Airlines и был окрашен в её ливрею. Оснащён тремя турбовентиляторными двигателями Pratt & Whitney PW4460. На день катастрофы совершил 5824 цикла «взлёт-посадка» и налетал 30 721 час.

## Экипаж
Самолётом управлял опытный экипаж, его состав был таким:
- Командир воздушного судна (КВС) — 57-летний Жерардо Леттич (итал. Gerardo Lettich), итальянец. Очень опытный пилот, налетал свыше 17 900 часов, свыше 3260 из них на McDonnell Douglas MD-11.
- Второй пилот — 36-летний Лю Ченси (англ. Liu Cheng-hsi, кит. 刘成熙), тайванец. Опытный пилот, налетал свыше 4630 часов, свыше 2780 из них на McDonnell Douglas MD-11.

В салоне самолёта работали 13 бортпроводников.

## Расследование
Расследование причин катастрофы рейса MDA642 проводило Управление гражданской авиации Гонконга (CAD).
Окончательный отчёт расследования был опубликован в ноябре 2004 года.

## Последствия катастрофы
Вопреки традиции после катастрофы отказываться от номера рейса в знак уважения к погибшим на нём, рейс MDA642 в авиакомпании China Airlines был оставлен, но при этом сменился его маршрут (Гонконг—Тайбэй) и по нему летали Boeing 747-400 и Airbus A330-300.
31 октября 2010 года маршрут был отменён.